# 남일로
남일로(Namil-ro) 경상남도 사천시 동서금동 2호광장교차로에서 고성군 하이면 신덕사거리를 이어주는 도로이다.

## 주요 경유지
경상남도
- 사천시 (동서금동 - 향촌동) - 고성군 (하이면)

## 노선
| 이름           | 접속 노선                         | 소재지 | 소재지   | 비고 |
| -------------- | --------------------------------- | ------ | -------- | ---- |
| 2호광장 교차로 | 지방도 제1016호선 (삼상로) 중앙로 | 사천시 | 동서금동 |      |
| 동금사거리     | 신항로                            | 사천시 | 동서금동 |      |
| 향촌사거리     | 동금로                            | 사천시 | 향촌동   |      |
| 덕호교         |                                   | 사천시 | 향촌동   |      |
|                | 고성군                            | 하이면 |          |      |
| 신덕사거리     | 고성군                            | 하이면 | 하이로   |      |
| 공룡로와 직결  |                                   |        |          |      |

## 주요 건물 및 시설
- 개곡보건진료소 (남일로 1185-1/개곡리 413-1)